# Juan Carlos Zabala
Juan Carlos Zabala (ur. 11 października 1911 w Rosario, zm. 24 stycznia 1983 w Buenos Aires) – argentyński lekkoatleta długodystansowiec i maratończyk, mistrz olimpijski z Los Angeles.
W młodości uprawiał piłkę nożną i koszykówkę, ale od 1927 zajął się trenowaniem lekkiej atletyki. Przebiegł swój pierwszy maraton w październiku 1931. Dziesięć dni później ustanowił rekord świata w biegu na 30 000 metrów czasem 1:42:30,4.
Na igrzyskach olimpijskich w 1932 w Los Angeles Zabala przez cały czas biegł w czołowej grupie. Na 4 kilometry przed metą objął samotne prowadzenie, które utrzymał do mety pomimo pościgu Brytyjczyka Samuela Ferrisa, który przegrał z nim o 19 sekund.
Przed igrzyskami olimpijskimi w 1936 w Berlinie Zabala ustanowił rekord świata w biegu na 20 000 metrów wynikiem 1:04:00,2. Na igrzyskach startował w biegu na 10 000 metrów, w którym zajął 6. miejsce, a także w biegu maratońskim. Przez jakiś czas prowadził samotnie, ale na 28 kilometrze potknął się i upadł. Został wówczas prześcignięty przez Sohn Kee-chunga, Koreańczyka reprezentującego Japonię i Brytyjczyka Erniego Harpera. Wkrótce potem Zabala wycofał się z biegu.
Zmarł w Buenos Aires w wieku 71 lat.